# جبين
جبين هي قرية في الجولان السوري المُحتل، تتبع ناحية قرى مركز ومنطقة فيق التابع لمحافظة القنيطرة، بلغ عدد سكانها 587 نسمة عام 1967، ترتفع عن سطح البحر 380 م.
تفع جبين على أرض بازلتيه منبسطة على الحافة الغربية لوادي جيبين الذي يرفد وادي الرقاد إلى الشرق من مدينة فيق بمسافة 7 كم.
أعمارها قديم إذ عثر فيها على آثار فخارية وزجاجية و غيرها تدل على ازدهارها في العهود الهلنستي و الرومانية و البيزنطية مساكنها مبنية من الحجارة البازلتية بسقوف من الطين و الخشب ،تمتد مشرفة على وادي جيبين ..
تعرضت مبانيها للتدمير وسكانها للتهجير أثناء العدوان الإسرائيلي في حزيران عام 1967، حيث كان سكانها يعملون بزراعة القمح والشعير والذرة وأشجار الزيتون والتين والعنب إلى جانب تربية الأبقار والأغنام، من أهم الينابيع فيها: ضبابه ـ عين جرجي ـ العريس.

### أعلام القرية
أحمد الشرع